# Bahçelievler
Bahçelievler (türkisch für Häuser mit Garten) ist eine Stadtgemeinde (Belediye) im gleichnamigen Ilçe (Landkreis) der Provinz Istanbul in der türkischen Marmararegion und gleichzeitig ein Stadtbezirk der 1984 gebildeten Büyükşehir belediyesi İstanbul (Großstadtgemeinde/Metropolprovinz). Bahçelievler liegt auf der europäischen Seite der Großstadt und ist seit der Gebietsreform ab 2013 flächen- und einwohnermäßig identisch mit dem Landkreis.

## Geografie
Der Landkreis/Stadtbezirk Bahçelievler grenzt im Osten an Küçükçekmece, im Norden an Bağcılar, im Osten an Güngören und im Süden an Bakırköy.

## Verwaltung
Zusammen mit sechs anderen Kreisen in der Provinz Istanbul entstand der Kreis Bahçelievler im Jahr 1992 durch das Gesetz 3086. Hierbei wurden elf Mahalle aus der Stadt Bakırköy ausgegliedert und zur neuen Stadt Bahçelievler zusammengefasst, die zugleich der einzige Ort in dem neuen Kreis ist.

## Bevölkerungsentwicklung
Die Einwohnerzahl Bahçelievlers betrug im Jahre 1955 1.322 Einwohner, im Jahr 1965 schon 20.881, 1975 sogar über 100.000 und laut Daten der letzten (händischen) Volkszählung am 22. Oktober 2000 478.623. Zu Bahcelievler gehören die Stadtviertel (Mahalle): Cumhuriyet, Çobançeşme, Fevziçakmak, Hürriyet, Yenibosna, Kocasinan, Siyavuşpaşa, Soğanlı, Şirinevler, Yenibosna, Zafer, das gleichnamige Viertel Bahçelievler und das zum Teil im Viertel Bahçelievler gelegene Merter.
| Einwohnerentwicklung Bahçelievler | Einwohnerentwicklung Bahçelievler | Einwohnerentwicklung Bahçelievler | Einwohnerentwicklung Bahçelievler | Einwohnerentwicklung Bahçelievler | Einwohnerentwicklung Bahçelievler | Einwohnerentwicklung Bahçelievler | Einwohnerentwicklung Bahçelievler | Einwohnerentwicklung Bahçelievler | Einwohnerentwicklung Bahçelievler | Einwohnerentwicklung Bahçelievler | Einwohnerentwicklung Bahçelievler | Einwohnerentwicklung Bahçelievler | Einwohnerentwicklung Bahçelievler | Einwohnerentwicklung Bahçelievler | Einwohnerentwicklung Bahçelievler |
| Jahr                              | 1940                              | 1950                              | 1960                              | 1965                              | 1970                              | 1975                              | 1980                              | 1985                              | 1990                              | 1997                              | 2000                              | 2007                              | 2014                              | 2019                              |                                   |
| --------------------------------- | --------------------------------- | --------------------------------- | --------------------------------- | --------------------------------- | --------------------------------- | --------------------------------- | --------------------------------- | --------------------------------- | --------------------------------- | --------------------------------- | --------------------------------- | --------------------------------- | --------------------------------- | --------------------------------- | --------------------------------- |
| Einwohner                         | 542                               | 812                               | 8.509                             | 20.881                            | 49.320                            | 102.533                           | 160.733                           | 237.691                           | 322.234                           | 442.877                           | 464.903                           | 571.711                           | 599.027                           | 611.059                           |                                   |

Hinsichtlich der Einwohnerzahl lag der Kreis seit 2013 auf Platz 6. Ende 2020 bewohnten im Durchschnitt 53.852 Menschen jeden Mahalle. Mit 84.668 Einwohnern war Zafer der bevölkerungsstärkste, Fevzi Çakmak war mit 24.931 der bevölkerungsärmste.

## Sehenswürdigkeiten
In Bahçelievlers größter Parkanlage, dem Nationalen Unabhängigkeits-Park, steht eine Steinvilla aus dem 16. Jahrhundert. Diese ist nach Siyavus Pascha benannt, der unter Sultan Mehmed III. eine Zeitlang die Regierungsgeschäfte führte. Eine andere Sehenswürdigkeit, die aus der Zeit Ostroms stammt, ist die Çobançeşme-Brücke über den Ayamama-Bach, am Autobahnkreuz beim Atatürk-Flughafen gelegen. Der Palast Viran Bosna (ehemals Bosnien-Palast genannt) stammt aus der Osmanischen Zeit und ist heute nur noch als Ruine erhalten.